# Золотая девушка (фильм, 1979)
«Золотая девушка» (англ. Goldengirl) — кинофильм.

## Сюжет
Доктор Серафин с детства готовил свою дочь Голдин к победе на Олимпийских играх. Её специальным образом кормили, тренировали, программировали на борьбу. Девушке предстоит стать первой американкой, выигравшей олимпийские забеги на сто, двести и четыреста метров. Причем сделать это в 1980 году в Москве (фильм вышел до того, как США бойкотировали Олимпиаду).
А сама Голдин устала от такой жизни. Ей надоело постоянно тренироваться, есть белки. Хочется душевного отношения со стороны отца и его товарищей, которые видят в ней только машину для побед.

## В ролях
- Джеймс Коберн — Джек Дрейден
- Лесли Карон — доктор Сэмми Ли
- Сьюзан Энтон — Голдин (Золотая девушка)
- Курд Юргенс — Серафин
- Гарри Гуардино — Валенти
- Роберт Калп — Эсселтон
- Майкл Лернер — Стернберг
- Николас Костер — врач олимпийской сборной США
- Джессика Уолтер — Мелоди

## Съёмочная группа
- Режиссёр: Джозеф Сарджент
- Продюсеры: Эллиотт Кастнер, Дэнни О`Донован
- Сценарист: Джон Кон
- Композитор: Билл Конти
- Оператор: Стивен Ларнер